# Medasina mucidaria
Medasina mucidaria là một loài bướm đêm trong họ Geometridae.